# Elecciones municipales de 2011 en Pamplona
Las elecciones municipales de 2011 se celebraron en Pamplona el domingo 22 de mayo, de acuerdo con el Real Decreto de convocatoria de elecciones locales en España dispuesto el 28 de marzo de 2011 y publicado en el Boletín Oficial del Estado el día 29 de marzo.
Se eligieron los 27 concejales del pleno del Ayuntamiento de Pamplona, a través de un sistema proporcional (método d'Hondt), con listas cerradas y un umbral electoral del 5 %.

## Resultados
Los resultados completos correspondientes al escrutinio definitivo se detallan a continuación
| Candidatura                                 | Candidatura                                 | Votos   | %                               | Escaños                         |
| ------------------------------------------- | ------------------------------------------- | ------- | ------------------------------- | ------------------------------- |
|                                             | Unión del Pueblo Navarro                    | 34 426  | 35,80                           | 11                              |
|                                             | NaBai 2011                                  | 21 715  | 22,58                           | 7                               |
|                                             | Partido Socialista de Navarra-PSOE          | 11 269  | 11,72                           | 3                               |
|                                             | Bildu                                       | 10 463  | 10,88                           | 3                               |
|                                             | Partido Popular de Navarra                  | 6466    | 6,72                            | 2                               |
|                                             | Izquierda-Ezkerra                           | 5139    | 5,34                            | 1                               |
| Verdes de Navarra                           | Verdes de Navarra                           | 1379    | 1,43                            | 0                               |
| Convergencia de Demócratas de Navarra       | Convergencia de Demócratas de Navarra       | 1114    | 1,16                            | 0                               |
| Unión Progreso y Democracia                 | Unión Progreso y Democracia                 | 768     | 0,80                            | 0                               |
| Solidaridad y Autogestión Internacionalista | Solidaridad y Autogestión Internacionalista | 568     | 0,59                            | 0                               |
| Por Un Mundo Más Justo                      | Por Un Mundo Más Justo                      | 286     | 0,30                            | 0                               |
| PACMA                                       | PACMA                                       | 282     | 0,29                            | 0                               |
| Derecha Navarra y Española                  | Derecha Navarra y Española                  | 237     | 0,25                            | 0                               |
| Partido Carlista                            | Partido Carlista                            | 62      | 0,06                            | 0                               |
| Votos en blanco                             | Votos en blanco                             | 1997    | 2,08                            | n/a                             |
| Votos válidos                               | Votos válidos                               | 96 171  | 99,08                           | 27                              |
| Votos nulos                                 | Votos nulos                                 | 893     | Participación: \| \| 66,92 % \| | Participación: \| \| 66,92 % \| |
| Votantes                                    | Votantes                                    | 97 064  | Participación: \| \| 66,92 % \| | Participación: \| \| 66,92 % \| |
| Electores                                   | Electores                                   | 145 042 | Participación: \| \| 66,92 % \| | Participación: \| \| 66,92 % \| |
|                                             | 66,92 %                                     |         |                                 |                                 |

## Acontecimientos posteriores
Investidura del alcalde
Celebrada el 11 de junio de 2011 Enrique Maya resultó elegido alcalde de Pamplona con una mayoría relativa de los votos de los concejales (13 votos), los de su formación y los del Partido Popular; Uxue Barkos recibió los 11 votos de su partido, de Bildu y de I-E, y los 3 concejales socialistas votaron en blanco.
| Candidatos a la alcaldía | Votos |
| ------------------------ | ----- |
| Enrique Maya             | 13/27 |
| Uxue Barkos              | 11/27 |
| Votos en blanco          | 3/27  |